# قره‌قباق سفلی
قره‌قباق سفلی روستایی است که در استان اردبیل، شهرستان پارس‌آباد، بخش اصلاندوز، دهستان اصلاندوز قرار دارد.

## جمعیت
بر اساس سرشماری سال ۱۳۸۵ جمعیت این روستا ۸۰۷ نفر با ۱۷۵ خانوار بوده‌است.